# História da álgebra
Como um ramo da matemática, a álgebra surgiu no final do século XVI na Europa com a obra de François Viète. A álgebra pode ser considerada como cálculos semelhantes aos da aritmética com além dos números matemáticos. No entanto, até ao século XIX, a álgebra consistiu, essencialmente, da teoria das equações. Por exemplo, o teorema fundamental da álgebra pertence à teoria das equações e não é, hoje em dia, considerado como pertencentes a álgebra.[carece de fontes?]
Este artigo descreve a história da teoria das equações, chamado aqui de "álgebra", a partir das origens até o surgimento da álgebra como uma área separada da matemática.[carece de fontes?]

## Etimologia
A palavra "álgebra" é derivada da palavra árabe الجبر al-jabr, e isso vem desde o tratado escrito no ano 830 pelo medieval matemático persa, Muhammed ibn Mūsā al-Khwārizmī, cujo título em árabe, Kitāb al-muḫtaṣar fī ḥisāb al-ğabr wa-l-muqābala, pode ser traduzido como O Resumido Livro sobre Cálculo de Conclusão e Balanceamento. O tratado fornecido para a solução sistemáticas lineares e equações de segundo grau. De acordo com uma história, "não é certo apenas que os termos de al-jabr e da muqabalah digam, mas a interpretação habitual é semelhante ao que se expressa na tradução anterior. A palavra "al-jabr' presumivelmente significava algo como "restauração" ou "conclusão" e parece referir-se à transposição de termos subtraídos para o outro lado de uma equação; a palavra 'muqabalah", para referir-se a 'redução' ou 'balanceamento'—isto é, o cancelamento de como termos em lados opostos da equação. A Influência árabe na Espanha, por muito tempo depois da época de al-Khwarizmi é encontrado em Don Quixote, onde a palavra "algebrista" é usado para um osso de incubação, isto é, um 'restaurador'." O termo é usado por al-Khwarizmi para descrever as operações que ele introduziu, "redução" e "equilíbrio", referindo-se à transposição de termos subtraídos para o outro lado da equação, isto é, o cancelamento de como termos em lados opostos da equação.